# Bulbine francescae
Bulbine francescae es una especie de planta herbácea perteneciente a la familia Xanthorrhoeaceae.

## Distribución y hábitat
Es endémica de Namibia.  Su hábitat natural son las secas sabanas y caludorosos desiertos. 
Esta especie tiene una gama limitada (conocida la medida donde  se producen 625 km ², área de ocupación <50 km ²) y es conocida sólo de 1 2 subpoblaciones. El tamaño de la población se considera <10000, sin embargo, no existen amenazas reales en la actualidad y la población se considera actualmente estable.